# 圣朱利安昂坎
圣于连昂坎（法語：Saint-Julien-en-Quint，法語發音：[sɛ̃ ʒyljɛ̃ ɑ̃ kɛ̃]）是法国德龙省的一个市镇，属于迪耶普区。

## 地理
圣于连昂坎（44°50'16"N, 5°17'32"E）面积47.35 平方千米，位于法国奥弗涅-罗讷-阿尔卑斯大区德龙省，该省份为法国东南部内陆省份，北起顺时针与伊泽尔省、上阿尔卑斯省、上普罗旺斯阿尔卑斯省、沃克吕兹省和阿尔代什省接壤。
与圣于连昂坎接壤的市镇（或旧市镇、城区）包括：布旺特、埃格吕-埃斯库兰、迪瓦地区马里尼亚克、翁布莱兹、圣昂代奥勒、瓦雪昂韦科尔。
圣于连昂坎的时区为UTC+01:00、UTC+02:00（夏令时）。

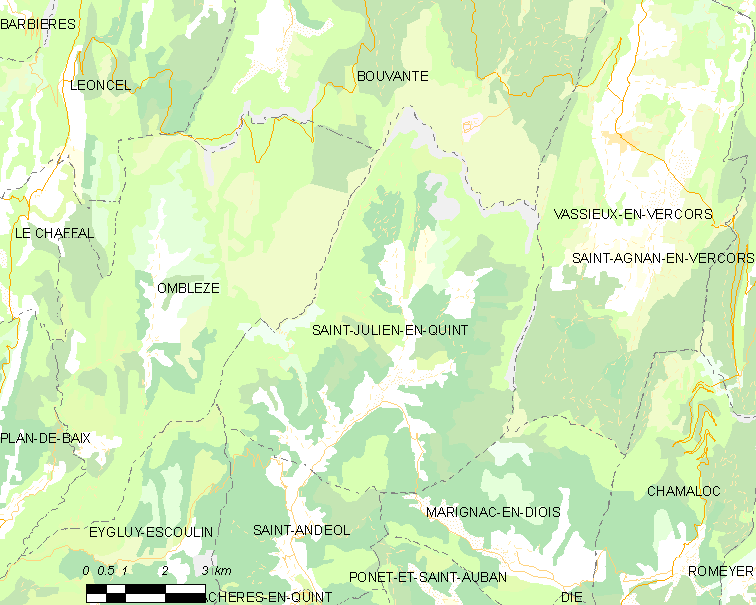
圣于连昂坎的OSM定位图

## 行政
圣于连昂坎的邮政编码为26150，INSEE市镇编码为26308。

## 政治
圣于连昂坎所属的省级选区为迪瓦县。

## 人口

1962-2008年间圣于连昂坎人口变化图示

圣于连昂坎于2022年1月1日时的人口数量为163人。